# Deusto
Deusto (Deustu in euskera) è un distretto della città di Bilbao, nei Paesi Baschi spagnoli, sulla riva destra dell'estuario del fiume Nervión. Include i quartieri di San Inazio, Zorrotzaurre, Arangoiti e Deusto, con una popolazione superiore a 52.000 abitanti. 

Comune autonomo fino al 1925, anno in cui venne incorporato alla città di Bilbao, a cui è collegato tramite un ponte levatoio, ha il proprio centro presso la chiesa di San Pietro e ospita una delle più importanti università gesuite, l'Università di Deusto.
La tradizione vuole che nel distretto si producano pomodori di fama locale, tanto che gli abitanti sono ancora soprannominati tomateros ("produttori di pomodori").